# Cape-Breton-Highlands-Nationalpark
Der Cape-Breton-Highlands-Nationalpark (englisch Cape Breton Highlands National Park, französisch Parc national du Canada des Hautes-Terres-du-Cap-Breton) befindet sich in der kanadischen Provinz Nova Scotia im Norden der Kap-Breton-Insel. Namensgebend ist die Hochebene Cape Breton Highlands. Ein Abschnitt des Cabot Trail führt durch den Park und beeindruckt mit spektakulären Blicken auf den Ozean und die angrenzenden Berge. Der Park war der erste Nationalpark Kanadas in den atlantischen Provinzen. Bei dem Park handelt es sich um ein Schutzgebiet der IUCN-Kategorie II (Nationalpark), welcher von Parks Canada, einer Crown Agency (Bundesbehörde), verwaltet wird.
Am westlichen Eingang des Parks liegt die akadische Ortschaft Chéticamp am Sankt-Lorenz-Golf. In der Ortschaft befindet sich auch das Informationszentrum. An der Ostseite liegt die Ortschaft Ingonish mit ihren weißen Sandstränden am Atlantischen Ozean. Dazwischen findet man Berge, Täler, Wälder, Wasserfälle, Felsküste und ein Tundra-ähnliches Hochland.

## Fauna und Flora

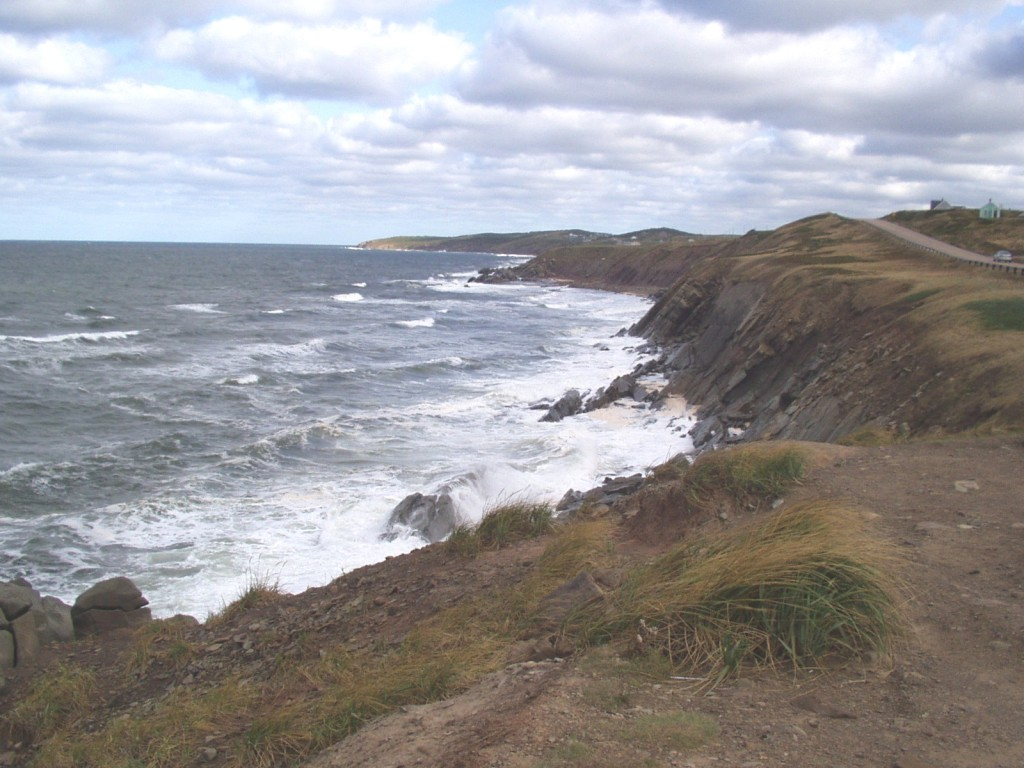
Küste am Cabot Trail

Die Tierwelt des Nationalparks kann mit Elchen, Schwarzbären und Weißkopfseeadlern aufwarten.
Aber auch Wale und Basstölpel können von den Wanderwegen an der Küste beobachtet werden. Die Wälder des Parks bieten auch Heimat für die Bicknelldrossel.
Der Park wird geprägt von den borealen Wäldern, die das Hochplateau bedecken. Aber besonders im Herbst stechen dann die vielen Laubbäume hervor, wenn der Indian Summer anbricht.

## Aktivitäten
Es sind eine Vielzahl von Aktivitäten im Cape Breton Highlands National Park möglich. Neben Wandern (25 Wanderwege), Campen, Schwimmen und Fischen, kann seit 2009 auch Geocaching betrieben werden. Im Highlands Links Golf Course finden Golfer ihr Betätigungsfeld.

## Ereignisse im Park
Am 27. Oktober 2009 wurde die 19-jährige kanadische Sängerin Taylor Mitchell im Park bei einer Wanderung auf dem Skyline Trail von Kojoten angegriffen und tödlich verletzt.